# 森井勇佑
森井 勇佑（もりい ゆうすけ、1985年11月27日 - ）は、兵庫県出身の日本の映画監督・脚本家。

## 来歴
日本映画学校映像学科（現：日本映画大学）を卒業後、同校の講師であった長崎俊一監督の『西の魔女が死んだ』（2008年）で演出部として映画業界に入った。
その後、大森立嗣など日本映画界を代表する監督たちの作品で助監督を務め、経験を積んだ。

## 主な監督作品
- 『こちらあみ子』（2022年）
- 『ルート29』（2024年）

## 主な受賞歴
- 第27回新藤兼人賞 - 金賞（『こちらあみ子』）[3]
- 第14回TAMA映画賞  - 最優秀新進監督賞（『こちらあみ子』）[4]
- 第32回日本映画プロフェッショナル大賞 - 新人監督賞（『こちらあみ子』）